# سیارک ۹۷۳۳
سیارک ۹۷۳۳ (به انگلیسی: 9733 Valtikhonov، نامگذاری:1985SC3) نه هزار و هفتصد و سی و سومین سیارک کشف شده‌است که در ۱۹ سپتامبر ۱۹۸۵ کشف شد.
قدر مطلق سیارک برابر ۱۱.۷ است.